# Space Travel
Space Travel är ett tidigt datorspel utvecklat 1969 av Ken Thompson som simulerar resor i solsystemet. Spelaren flyger sitt rymdskepp runt en tvådimensionell modell av solsystemet utan något annat mål än att försöka landa på olika planeter och månar. Spelaren kan förflytta och vända skeppet och ändra hastigheten genom att justera skalan på simulationen. Farkosten påverkas av den starkaste dragningskraften hos de astronomiska himlakropparna.  
Spelet utvecklades på Bell Labs innan uppkomsten av den kommersiella datorspelsindustrin, under den tidiga eran av datorspel, och portades under 1969 från Multics operativsystem till GECOS (General Comprehensive Operating System) på datorn GE 635, och senare till minidatorn PDP-7. Som en del av porteringen av spelet till PDP-7 utvecklade Thompson sitt eget operativsystem, som senare blev kärnan i operativsystemet Unix. Space Travel spreds aldrig utanför Bell Labs och hade ingen effekt på framtida spel. Dess huvudsakliga eftermäle kom att bli dess ursprungliga inverkan på utvecklingen av Unix.   

## Spelupplägg
Space Travel är ett simulationsdatorspel som kretsar kring rymdfart. Det visas i ett tvådimensionellt uppifrån-och-ner-perspektiv med monokrom grafik som består av vita linjer mot en svart bakgrund. Spelaren styr ett rymdskepp som flyger genom en representation av solsystemet. Spelet har inga specifika mål förutom att försöka landa på diverse planeter och månar i systemet. Planeterna och de flesta av månarna i solsystemet finns i olika storlekar och avstånd från varandra, omloppsbanorna är dock förenklade till att vara cirklar. För att landa på en himlakropp måste spelarens skepp korsa linjen som representerar ytan samtidigt som inflygningen måste ske i en tillräckligt låg hastighet. Spelaren har möjlighet att styra farkosten för att röra sig framåt, bakåt och vända. Skeppet kör i en konstant nivå av acceleration, i förhållande till skalan på skärmen som spelaren kan kontrollera. Genom att "zooma" ut tillräckligt kan spelaren färdas tvärs över solsystemet på några sekunder, detta riskerar dock att rymdskeppet hamnar långt ifrån målet och försvårar lokaliseringen tillbaka till solsystemet. Om spelaren "zoomar" in rör sig farkosten långsammare vilket möjliggör landning. Skeppet är alltid i skärmens mitt. Vid svängar till höger eller vänster roterar solsystemet runt rymdskeppet.
Varje planet eller måne har en massa och därför en dragningskraft, de påverkar emellertid inte varandra och bara den starkaste gravitationen påverkar spelarens skepp. Detta resulterar ibland i en märklig respons, exempelvis är Mars dragningskraft mycket starkare än dess måne Phobos. Det innebär att en spelare som försöker landa på Phobos behöver få skeppet att falla nedanför månens yta tills den är tillräckligt nära Phobos centrum, så att dess dragningskraft blir dominerande, vilket i sin tur gör att skeppet kan inleda en landning på ytan. Namnet på planeten eller månen med den för tillfället största dragningskraften visas på skärmen. Spelare har möjlighet att redigera programmet för att ändra förhållandena. Vanliga variationer av de ursprungliga spelarna var en ökning av gravitationsnivån och därmed svårighetsgraden, eller en justering av koordinatsystemet. Detta medförde att rymdskeppet rörde sig i relation till den för stunden dominerande planeten som fanns i skärmens nedre del, istället för att planeterna rörde sig i förhållande till skeppet i skärmens mitt.

## Utveckling

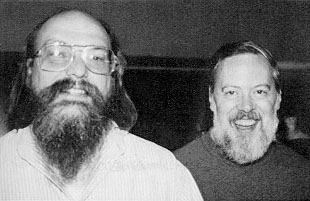
Ken Thompson (till vänster) och Dennis Ritchie

1969 jobbade Ken Thompson för Bell Labs på operativsystemet Multics. Vid sidan av sitt jobb utvecklade han Space Travel på en GE 635-dator. När Bell Labs drog sig ur Multics-projektet anpassade han koden från Multics till ett Fortran-program så det kunde användas på operativsystemet GECOS, som redan fanns på GE 635. Thompson och andra anställda vid Bell Labs, som Ravi Sethi och Dennis Ritchie, spelade spelet på systemet. Space Travel fungerade inte lika bra på GECOS som det hade gjort på Multics. Systemet krävde dessutom att användaren skrev in kommandon istället för knapptryckningar, vilket resulterade i att skeppet blev svårt att kontrollera. I sökandet efter en bättre lösning ansökte Thompson inledningsvis hos Bell om införskaffandet av en DEC-10-dator, och sedan US$120 000, i syfte att skriva ett nytt operativsystem. Förfrågan avslogs då Bell Labs var ointresserade av att spendera pengar på ett operativsystemprojekt efter att precis ha lagt ner ett tidigare. Thompson fick dock vetskap om att en närliggande avdelning hade en äldre, knappt använd PDP-7 minidator som han kunde göra om.
Medan Thompson började porta spelet till det nya systemet, beslöt han sig för att inte basera koden på någon av den existerande mjukvaran till datorn, och skrev istället sin egen. Spelet gick väldigt långsamt på den nya maskinen, vilket fick Thompson att designa ett eget filsystem. Det grundade sig i några idéer hos Dennis Ritchie och Rudd Cassaway, med bakgrund i deras erfarenheter med Multics filsystem, med vilket han sedan körde Space Travel.

## Eftermäle
Vid tidpunkten då Space Travel hade portats klart till PDP-7, hade Thompson utökat sin mjukvara till ett helt, grundläggande operativsystem, något han inte hade kunnat göra med Multics-projektet och GE 635-datorn. Operativsystemet han designade spred sig till andra användare i företaget och bildade kärnan i det som 1970 skulle benämnas som Unix. Space Travel utvecklades i den tidiga datorspelseran, innan uppkomsten av den kommersiella datorspelsindustrin, och distribuerades aldrig utanför dess ursprungliga områden. Resultatet blev att det inte hade någon effekt på framtida datorspel, och dess huvudsakliga arv är det som inledde skapandet av Unix.